# Clovia solitaria
Clovia solitaria is een halfvleugelig insect uit de familie Aphrophoridae. De wetenschappelijke naam van deze soort is voor het eerst geldig gepubliceerd in 1922 door Schmidt.